# 勇猛神駒
勇猛神駒（英語：Butterfield，來港前稱），是一匹曾在巴西和香港出賽的已退役賽駒，來港後練馬師是沈集成。競賽生涯中兩勝國際一級賽。

## 簡介
2018年9月1日，E Pereira策騎「勇猛神駒」勝出巴西城市花園馬場的國際一級賽Grande Prêmio Ipiranga。
2018年10月6日，I Santana策騎「勇猛神駒」勝出巴西城市花園馬場的國際一級賽Grande Prêmio Jockey Club De São Paulo（聖保羅賽馬會錦標），但因賽後被發現對藥物呈陽性反應而被取消該賽的資格。
2018年11月10日，N Santos策騎「勇猛神駒」勝出巴西城市花園馬場的國際一級賽Grande Prêmio Derby Paulista（巴西打吡）。其後，余潤興親自購入此駒，把牠運往香港服役出賽。「勇猛神駒」在港首戰表現普通，在一項1400米賽事中以第十一名過終點，其後沈集成決定安排馬兒接受閹割手術。練馬師沈集成說：「訓練南美洲賽駒，並沒有任何特別的竅門，我通常安排牠們進行閹割，因這會有助提升牠們在港的表現。」
2019年9月1日，「勇猛神駒」於香港首次出賽。
2020年2月2日，「勇猛神駒」打開其在港的勝利之門。賽後，利敬國說道：「我認為牠有實力，即使居較後位置競跑亦不成問題，牠目前仍在學習當中，相信牠只會愈來愈好。」練馬師沈集成說道：「馬主對『勇猛神駒』有一定的期望，此駒在巴西的購入價並不算太貴，但馬兒質素不俗。且看牠跑完今仗之後的情況如何，但我不太肯定即使贏完今仗之後，牠的評分是否已力足入圍打吡，如果夠分的話，我們或者讓牠直接進軍打吡而其間不會再跑任何賽事。然而，我仍將會與馬主商討，以決定是否讓馬兒出爭香港經典盃。在安排牠進行閹割手術之前，牠仍有點兒搶口，因而在陣上未能展現其應有實力，但進行了閹割手術後，在最近兩仗牠表現有進。」
2020年3月22日，利敬國策騎「勇猛神駒」出戰四歲系列賽尾關香港打吡大賽，取得第六名。
2021年5月2日，潘明輝策騎「勇猛神駒」勝出國際三級賽皇太后紀念盃。雖然賽事步速偏慢，「勇猛神駒」所造的2分28.14秒亦比標準時間慢接近兩秒，但是賽果的頭三名馬匹爭持激烈，頭二名賽駒以短馬頭位分勝負，而第三名的「精神威」亦只負於第二名的「樂益善」馬頭位。賽後，練馬師沈集成表揚潘明輝的發揮出色。至於他對馬匹的評價，他說：「我一直認為『勇猛神駒』今仗具爭勝機會，我吩咐潘明輝出閘迅速，佔取貼欄位置，之後留居有遮擋的位置，伺機而動。根據馬兒的海外賽績，我們都知道牠可以應付此程。」不過，「勇猛神駒」隨後再上陣34次，仍未能再取得頭馬，只能取得6次亞軍和4次季軍。
2024年1月29日，「勇猛神駒」宣告退役，正式結束其在港的競賽生涯。

## 在港勝出賽事全紀錄
| 比賽日期   | 賽事名稱             | 賽事班次 | 賽道 | 賽事路程 | 比賽馬場 | 名次 | 完成時間 | 騎師   |
| ---------- | -------------------- | -------- | ---- | -------- | -------- | ---- | -------- | ------ |
| 02/02/2020 | 杜鵑花讓賽           | 第二班   | 草地 | 1800米   | 沙田馬場 | 1    | 1:46.71  | 利敬國 |
| 07/03/2021 | 雛菊讓賽             | 第二班   | 草地 | 1800米   | 沙田馬場 | 1    | 1:21.66  | 潘頓   |
| 02/05/2021 | 皇太后紀念盃（讓賽） | G3       | 草地 | 2400米   | 沙田馬場 | 1    | 2:28.14  | 潘明輝 |

## 在港一級賽出賽全紀錄
| 比賽日期   | 賽事名稱         | 賽事班次 | 賽道 | 賽事路程 | 比賽馬場 | 名次 | 完成時間 | 騎師   |
| ---------- | ---------------- | -------- | ---- | -------- | -------- | ---- | -------- | ------ |
| 23/05/2021 | 渣打冠軍暨遮打盃 | G1       | 草地 | 2400米   | 沙田馬場 | 4    | 2:25.84  | 潘明輝 |
| 12/12/2021 | 浪琴表香港瓶     | G1       | 草地 | 2400米   | 沙田馬場 | 7    | 2:29.44  | 連達文 |
| 20/02/2022 | 花旗銀行香港金盃 | G1       | 草地 | 2000米   | 沙田馬場 | 7    | 2:05.75  | 波健士 |
| 22/05/2022 | 渣打冠軍暨遮打盃 | G1       | 草地 | 2400米   | 沙田馬場 | 7    | 2:27.91  | 潘頓   |
| 11/12/2022 | 浪琴香港瓶       | G1       | 草地 | 2400米   | 沙田馬場 | 9    | 2:29.05  | 蘇兆輝 |

## 外部連結
- . 2021-05-02  [2021-05-02]. （原始内容存档于2021-05-15）.